# Mehdibeyli
Mehdibeyli est un village de la région de Khodjaly en Azerbaïdjan.

## Population
Elle compte 177 habitants en 2005.